# Plenotocepheus longipilus
Plenotocepheus longipilus är en kvalsterart som först beskrevs av Trägårdh 1931.  Plenotocepheus longipilus ingår i släktet Plenotocepheus och familjen Tetracondylidae. Inga underarter finns listade i Catalogue of Life.